# 中国人民武装警察部队兰州指挥学校
中国人民武装警察部队兰州指挥学校，简称武警兰州指挥学校，与中国人民武装警察部队指挥学院兰州分院（武警指挥学院兰州分院）合署办公，是曾经存在的一所武警部队初级指挥干部军事高等院校，隶属武警甘肃总队，列入武警战斗序列，军事级别不详。

## 历史与沿革
- 1985年1月，国务院批准武警甘肃总队教导大队正式改建中国人民武装警察部队兰州指挥学校（武警兰州指挥学校）。
- 2004年，建立中国人民武装警察部队指挥学院兰州分院，合署办公。
- 2004年，与兰州大学警地联合办学，开展本科教育。
- 2006年1月，撤销武警兰州指挥学校、武警指挥学院兰州分院。

## 专业
- 武警指挥专业